# 神戸市立春日台小学校
神戸市立春日台小学校（こうべしりつ かすがだいしょうがっこう）は、兵庫県神戸市西区春日台四丁目にある公立小学校。

## 概要
西神ニュータウンが造成されて住民および児童が増加したことにより開校した。

### 沿革
- 1983年4月1日 - 開校。
- 同年5月17日　運動場遊具完成。
- 同年7月19日　校章決定。
- 1988年 - 神戸市立竹の台小学校を分離し、校区変更。
- 同年3月31日　増築校舎完成
- 同年5月17日　学級世話係会発足
- 同年11月14日　学研教育者賞受賞
- 1991年 - 神戸市立美賀多台小学校を分離し、校区変更。
- 1992年6月30日　第10回朝日森林文化省・環境緑化奨励賞受賞
- 同年7月11日　創立10周年記念式典
- 1996年10月13日　5年生自然学校(5泊6日)始まる
- 1998年9月13日　外国人(中国,モンゴル)学校訪問始まる
- 2001年5月22日　パラリンピックキャラバンとの交流会

### 児童数
- 1983年 - 105名
- 1984年 - 319名
- 1985年 - 439名
- 1986年 - 791名
- 1987年 - 1,019名
- 1988年 - 951名
- 1989年 - 956名
- 1990年 - 966名
- 1991年 - 784名
- 1992年 - 783名
- 1993年 - 832名
- 1994年 - 804名
- 1995年 - 855名
- 1996年 - 841名
- 1997年 - 853名
- 1998年 - 829名
- 1999年 - 811名
- 2000年 - 756名
- 2001年 - 726名
- 2002年 - 679名
- 2003年 - 638名
- 2004年 - 607名
- 2005年 - 598名
- 2006年 - 583名
- 2007年 - 565名
- 2008年 - 552名

## 校区
- 神戸市西区
  - 春日台（1 - 9丁目）

## 校区内の主な施設
- 神戸市立平野中学校（進学先中学校）
- 滝川第二中学校・高等学校
- 神戸西警察署 春日台交番
- 春日台公園
- かすがプラザ
- 西体育館

## 交通
- 神戸市バス 22・28系統「春日台小学校」より
- 神姫バス 43・92系統、神戸市バス 21系統「春日台3丁目」より

## 校区が隣接している学校
- 神戸市立樫野台小学校
- 神戸市立美賀多台小学校
- 神戸市立平野小学校
- 神戸市立櫨谷小学校